# IC 4319
IC 4319 ist eine Spiralgalaxie vom Hubble-Typ Sbc im Sternbild Wasserschlange südlich des Himmelsäquators. Sie ist schätzungsweise 202 Millionen Lichtjahre von der Milchstraße entfernt und hat einen Durchmesser von etwa 90.000 Lichtjahren.
Im selben Himmelsareal befinden sich u. a. die Galaxien NGC 5264, IC 4318, IC 4321, IC 4324.
Das Objekt wurde am 4. Mai 1904 von Royal Harwood Frost entdeckt.